# Европейский еврейский конгресс
Европе́йский евре́йский конгре́сс (сокр. ЕЕК) — международная неправительственная организация, представляющая интересы европейского еврейства, проживающего в 42 странах континента. ЕЕК был учрежден в 1986 году и расположен в Париже. Отделения Конгресса находятся в Берлине, Брюсселе, Будапеште и Страсбурге.
Основная цель ЕЕК состоит в том, чтобы способствовать продвижению принципов демократии в Европе на основе добрососедства, взаимоуважения и толерантности, развитии еврейской жизни в Европе, борьбе с антисемитизмом, укреплении национальной идентичности еврейского народа и сохранении традиций европейского еврейства. При этом Конгресс сотрудничает с ведущими международными структурами, в том числе — ООН, ОБСЕ, Европейским союзом. ЕЕК обладает статусом участника Совета Европы.
ЕЕК представляет интересы 2,5 млн евреев, проживающих в Европе. Конгресс является важным форумом, объединяющим общины, на котором открыто обсуждаются проблемы и потребности европейского еврейства, а также проходят дискуссии относительно будущих проектов и целей развития.
В своей деятельности ЕЕК стремится реализовать следующие основные задачи:
- борьба с ростом антисемитизма путём внедрения образовательных программ, осуществления благотворительных и просветительских проектов совместно с национальными правительствами и европейскими институтами;
- формирование сбалансированной политики Европейского союза по отношению к Израилю и ближневосточному региону в целом;
- укрепление межрелигиозного диалога в Европе;
- сохранение памяти о Холокосте;
- продвижение принципов толерантности, взаимопонимания и мира в европейском обществе;
- содействие в восстановлении еврейской жизни в Центральной и Восточной Европе[2].

С целью решения этих задач Конгресс осуществляет активную деятельность по поддержке и организации крупных международных проектов. В частности, в январе 2005 года ЕЕК выступил в роли организатора Первого Всемирного форума памяти Холокоста «Жизнь народу моему!», посвященного 60-й годовщине освобождения концентрационного лагеря Аушвиц-Биркенау и прошедшего в Кракове, Польша. Во встрече приняли участие более 40 официальных делегаций и лидеров стран мира, в том числе Президент Израиля М. Кацав, Президент России Д. А. Медведев, Президент Польши А. Квасьневский, Президент Украины В. А. Ющенко, вице-президент США Р. Чейни.
Второй Всемирный форум памяти Холокоста состоялся при поддержке ЕЕК в сентябре 2006 года в Киеве, Украина, в память о 65-й годовщине трагедии Бабьего Яра. В нём приняли участие более 60 официальных делегаций. Третий Всемирный форум планируется провести в 2010 году в Нью-Йорке, США.
ЕЕК также принял активное участие в организации и проведении «Недели толерантности в Европе» 9-16.10.2008 года. «Неделя толерантности в Европе» была приурочена к Международному дню толерантности и 70-й годовщине событий «Хрустальной ночи». Участие в памятных мероприятиях приняли видные европейские политики, политические и общественные организации.
25 января 2011 года в Европарламенте в Брюсселе прошёл мемориальный вечер памяти Холокоста, приуроченный к 66-й годовщине со дня освобождения Красной Армией лагеря Аушвиц-Биркенау и к Всемирному дню памяти жертв Холокоста. Основным организатором мероприятия выступил Европейский еврейский конгресс.
Президент Европейского еврейского конгресса избирается Генеральной Ассамблеей представителей еврейских общин. С июня 2007 года должность Президента ЕЕК занимает Вячеслав Моше Кантор. Он был переизбран на этот пост в декабре 2008 г., ноябре 2012 и в 2016 году на четырёхлетний срок. В мае 2025 года был избран на новый срок.  До этого он являлся Председателем Попечительского совета ЕЕК.